# Wybory parlamentarne w Islandii w 1995 roku
Wybory parlamentarne w Islandii odbyły się 8 kwietnia 1995.
Przed wyborami doszło do rozłamu w Partii Socjaldemokratycznej, z której odeszła Jóhanna Sigurðardóttir, zakładając wraz z częścią działaczy Związku Ludowego nowe ugrupowanie – Ruch Ludowy. Nowo powstała partia wprowadziła do Alþingi czworo deputowanych.
Wybory wygrała ponownie konserwatywna Partia Niepodległości. Ponieważ koalicyjni socjaldemokraci stracili trzy miejsca w Alþingi i dotychczasowa koalicja miałaby przewagę tylko jednego głosu, lider konserwatystów Davíð Oddsson zdecydował się na stworzenie nowej koalicji z liberalną Partią Postępu, pozostając premierem na kolejną kadencję.

## Wyniki wyborów
| Partia                                        | Liczba głosów | %    | +/–% | Liczba mandatów | +/– |
| --------------------------------------------- | ------------- | ---- | ---- | --------------- | --- |
| Partia Niepodległości (Sjálfstæðisflokkurinn) | 61 183        | 37,1 | -1,5 | 25              | -1  |
| Partia Postępu (Framsóknarflokkurinn)         | 38 485        | 23,3 | +4,4 | 15              | +2  |
| Związek Ludowy (Alþýðubandalagið)             | 23 597        | 14,3 | -0,1 | 9               | ±0  |
| Partia Socjaldemokratyczna (Alþýðuflokkurinn) | 18 846        | 11,4 | –4,1 | 7               | –3  |
| Ruch Ludowy (Þjóðvaki)                        | 11 806        | 7,2  |      | 4               | +4  |
| Lista Kobiet (Samtök um kvennalista)          | 8 031         | 4,9  | -3,4 | 3               | -2  |
| inne                                          | 3 095         | 1,9  | -2,4 | —               | —   |
| Razem (frekwencja – 87,4%)                    | 167 751       | 100  |      | 63              |     |
| źródło:                                       |               |      |      |                 |     |